# イクソナンテス科
イクソナンテス科（イクソナンテスか、Ixonanthaceae）はキントラノオ目に属する科の一つ。世界の熱帯に分布する木本で、5属30種ほどからなる。日本には分布しない。葉は単葉で互生。花は多くが5数性の両性花、萼と花弁があり、小型で花序をつくる。

## 属
- Allantospermum
- Cyrillopsis
- Ixonanthes イクソナンテス属
  - I. icosandra パガルアナ（マレー語: pagar anak）[2]
  - I. reticulata エンギランボロン（マラヤ名: engiran burong）[2]
- Ochthocosmus
- Phyllocosmus